# Дервіш

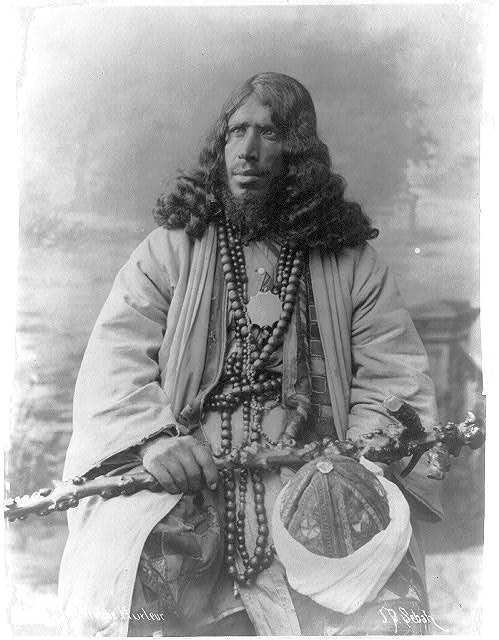
Дервіш, Судан (1920-і роки)

Де́рвіш (перс. درویش «жебрак») — мусульманський чернець-жебрак, особливий стан у мусульманських суспільствах.
Життя дервішів минало в постійних молитвах і блуканні світом. Особливістю стану дервішів було те, що їм не можна було володіти майном і статками, якщо ж вони з’являлися, дервіш мав їх витратити чи роздати. Ці ченці жили з жебракування. Ревні мусульмани зобов’язані були нагодувати та прихистити дервіша, адже він ніс слово Корану, і допомога йому вважалася побожною справою. За таку допомогу дервіш міг «відплатити» молитвами за свого благодійника.
Час від часу дервіші збиралися разом для проведення спільних молитов і постів. У таких випадках вони жили в текіє (обителях) під наглядом шейха.

## Джерело
- Словник іншомовних слів, Головна редакція УРЕ АН УРСР, К., 1975, стор. 201